# Підсумок (фільм)
«Підсумок» («Исход») — радянський художній фільм 1990 року, знятий режисером Олегом Урюмцевим на студії «Укркінокадр».

## Сюжет
Спочатку з неї довго і витончено знущалися. Потім убили. У залі суду батькові дівчинки стало зрозуміло, що проти покидьків доказів немає і суд доведеться вершити самому…

## У ролях
- Лев Пригунов — Микола Семенов, батько Олени
- Опанас Трішкін — священик
- Аліна Власова — Олена Семенова
- Антон Табаков — Андрій Бархатов, друг Олени (озвучив інший актор)
- В. Пашали — Олександр Козлов (Шурік), ватажок компанії
- Олександр Миронов — Муромець
- Михайло Кухарук — Федір Козлов, молодший брат Шуріка
- Ірина Бякова — Лора Рябова
- Оксана Фомічова — Валя Васильєва
- Олена Черданцева — Тоня
- Володимир Вихров — Володимир Олександрович, головний редактор газети
- Олена Козлітіна — Ольга, дружина Семенова
- Василь Фунтиков — слідчий
- Віктор Уральський — сторож
- В'ячеслав Горбунчиков — конвойний
- Ольга Григор'єва — суддя
- Михайло Бочаров — епізод
- Надія Єрьоміна — епізод
- Михайло Калінкин — пахан
- Юнна Коробкова — Олена у дитинстві
- О. Міщенко — громадський обвинувач
- В. Самойлов — епізод
- Віктор Ремізов — епізод
- Віра Фалютинська — секретар
- Юрій Юрченко — епізод
- Георгій Жолудь — прокурор

## Знімальна група
- Режисер — Олег Урюмцев
- Сценаристи — Олександр Орлов, Олег Урюмцев
- Оператор — Лев Бунін
- Композитор — Семен Сон
- Художник — Юрій Углов